# Thüringer Läufertreffen

Programm des 1. Thüringer Läufertreffens 1979

 Die Thüringer Läufertreffen,  erstmals 1979 an der Medizinischen Akademie Erfurt veranstaltet,  waren  gemeinsame Fortbildungsveranstaltungen von Sportärzten, Sportpädagogen und Ausdaueraktiven zu aktuellen Problemen des Ausdauersports. Veranstalter waren die Thüringer Bezirksgruppen der Gesellschaft für Sportmedizin der DDR bzw. ab 1990 der Thüringer Sportärztebund.
Diese Tagungen wurden jeweils mit einer Ausdauerlauf-Veranstaltung verbunden und fanden bis 1998 in verschiedenen Städten Thüringens statt, so in Erfurt, Jena (dort Thüringer Läufertag genannt), Weimar und Arnstadt. Als Referenten traten namhafte Sportmediziner, Sportwissenschaftler und erfolgreiche Aktive auf.
Als Leitthema des 7. Thüringer Läufertreffens 1986 in Erfurt wurde erstmals in der DDR der Ausdauerdreikampf (Triathlon) wissenschaftlich thematisiert.